# Caecum cuspidatum
Caecum cuspidatum is een slakkensoort uit de familie van de Caecidae. De wetenschappelijke naam van de soort is voor het eerst geldig gepubliceerd in 1896 door Chaster.